# Florián Nezorin
Florián Nezorin, O.Cist. (1655, Žďár nad Sázavou – 1724, Velehrad) byl český (resp. moravský) římskokatolický duchovní, člen cisterciáckého řádu a opat.

## Život
Narodil se v roce 1655 ve Žďáru nad Sázavou, a ve žďárském opatství se poprvé setkal s cisterciáckým řádem. Do tohoto řádu také sám vstoupil. V roce 1699 byl zvolen opatem velehradského kláštera. Roku 1702 se stal navíc opatem v Pásztó, a od roku 1712 navíc v Pilis. Na Velehrad byl řádně zvolen komunitou, do Pásztó a Pilis jej o své vůli jmenoval císař. Velehradský klášter řídil osobně, za ostatní dvě opatství zodpovídali jím jmenovaní správci.
Zemřel na Velehradě v roce 1724.

### Související klášter
- Velehradský klášter
- Seznam opatů cisterciáckého kláštera na Velehradě